# Bulgarian International 2021
Die Bulgarian International 2021 im Badminton fanden vom 7. bis zum 10. Oktober 2021 in Sofia statt.

## Sieger und Platzierte
| Disziplin    | Gold                                 | Silber                       | Bronze                         |
| ------------ | ------------------------------------ | ---------------------------- | ------------------------------ |
| Herreneinzel | Meiraba Luwang Maisnam               | Daniel Nikolov               | Emre Lale                      |
| Herreneinzel | Meiraba Luwang Maisnam               | Daniel Nikolov               | Leo van Gysel                  |
| Dameneinzel  | Samiya Imad Farooqui                 | Özge Bayrak                  | Kaloyana Nalbantova            |
| Dameneinzel  | Samiya Imad Farooqui                 | Özge Bayrak                  | Marija Sudimac                 |
| Herrendoppel | Avinash Gupta Brandon Yap            | Lau Yi Sheng Lee Yi Bo       | Joel Hansson Melker Bexell     |
| Herrendoppel | Avinash Gupta Brandon Yap            | Lau Yi Sheng Lee Yi Bo       | Chong Ee Jack Ling Wei Jie     |
| Damendoppel  | Amalie Cecilie Kudsk Signe Schulz    | Yasemen Bektaş Cansu Erçetin | Martina Corsini Judith Mair    |
| Damendoppel  | Amalie Cecilie Kudsk Signe Schulz    | Yasemen Bektaş Cansu Erçetin | Zehra Erdem İlayda Nur Özelgül |
| Mixed        | Kristian Kræmer Amalie Cecilie Kudsk | Emre Sönmez Zehra Erdem      | Lim Tze Jian Wong Kha Yan      |
| Mixed        | Kristian Kræmer Amalie Cecilie Kudsk | Emre Sönmez Zehra Erdem      | Lucas Renoir Téa Margueritte   |